# Tomás Marco

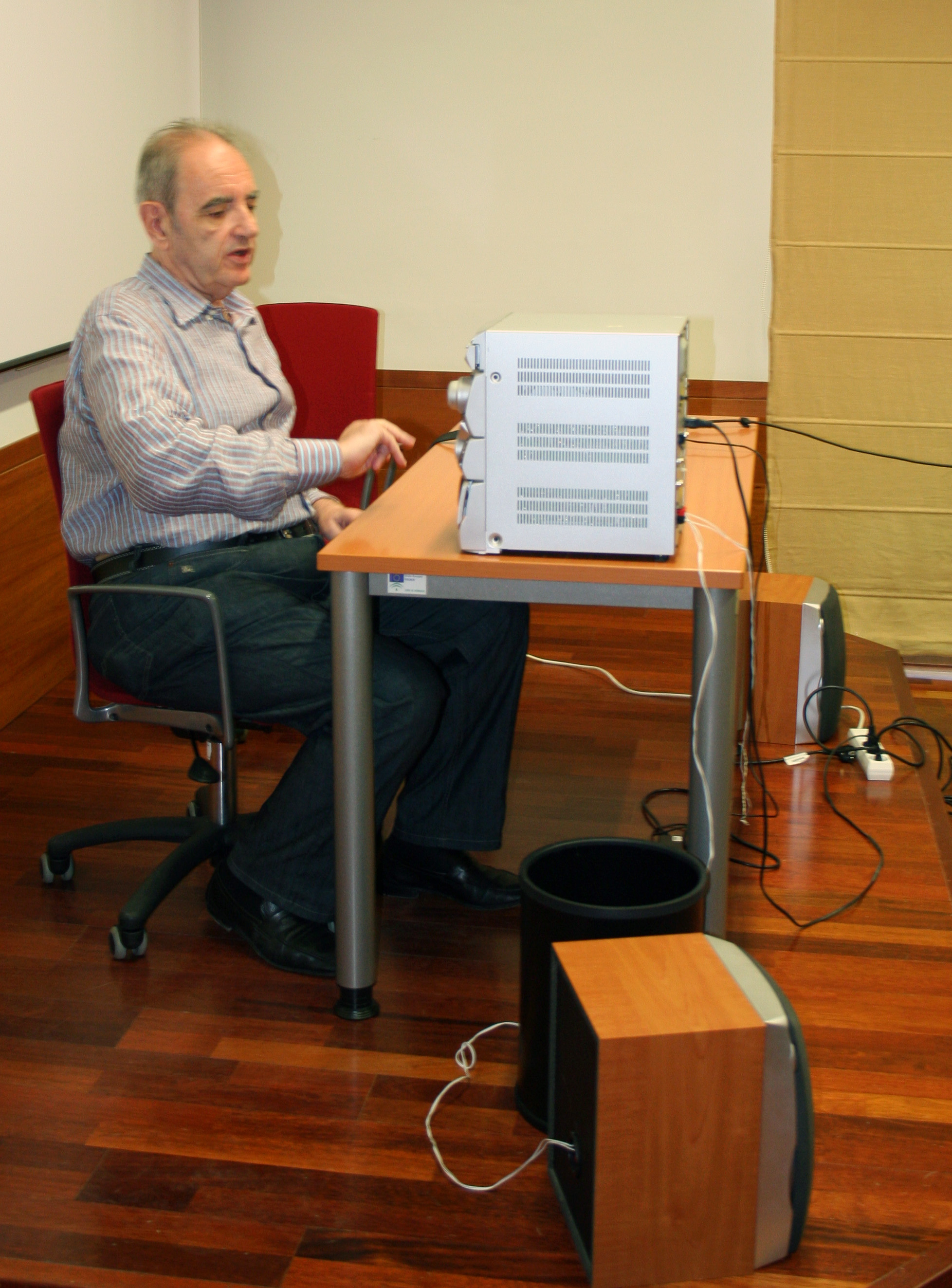
Tomas Marco (2007)

Tomás Marco Aragón (* 12. September 1942 in Madrid) ist ein spanischer Komponist und Kulturmanager.

## Leben
Neben einem Jurastudium studierte Marco Violine und Komposition und setzte seine musikalische Ausbildung in Frankreich und Deutschland u. a. bei Bruno Maderna, Pierre Boulez, Karlheinz Stockhausen, György Ligeti und Theodor Adorno fort. Daneben widmete er sich Studien in Psychologie, Soziologie und darstellender Kunst. 1967 arbeitete er als Assistent von Stockhausen. Er unterrichtete neue Kompositionstechniken am Real Conservatorio Superior de Música de Madrid und Musikgeschichte an der Universidad Nacional de Educación a Distancia, war Direktor der Real Academia de Bellas Artes de San Fernando, gab Kurse in Europa und Amerika und arbeitete als Musikkritiker.
Von 1981 bis 1985 war er Direktor und Geschäftsführer, von 1991 bis 1995 technischer Direktor des Orquesta y Coro Nacionales de España, von 1985 bis 1995 Direktor des Centro para la Difusión de la Música Contemporánea, wo er das elektroakustische Labor gründete und das Festival Internacional de Alicante initiierte, das er in den ersten elf Jahren leitete. 1996 war er Direktor der Festivales de la Comunidad de Madrid, von 1996 bis 1999 Generaldirektor des Instituto Nacional de las Artes Escénicas y de la Música.
Das kompositorische Werk Marcos umfasst u. a. sieben Opern, eine Zarzuela, ein Ballett, zehn Sinfonien und andere Orchesterwerke, Kammermusik und Chorwerke. 

## Auszeichnungen
1969 und 2002 wurde er mit dem Premio Nacional de Música ausgezeichnet, 1969 und 1971 mit dem Kompositionspreis der Stiftung Gaudeamus. Er erhielt den Preis der Tribune internationale des compositeurs der UNESCO, 2012 das Großkreuz des Orden del Dos de Mayo der Communidad de Madrid, 2014 die Medalla de Oro al Mérito en las Bellas Artes, 2016 den Premio Iberoamericano „Tomás Luis de Victoria“ und 2018 die Medaille der Asociación de Directores de Escena de España. Die Universidad Complutense verlieh ihm 1998 einen Ehrendoktortitel.